# Victor Février

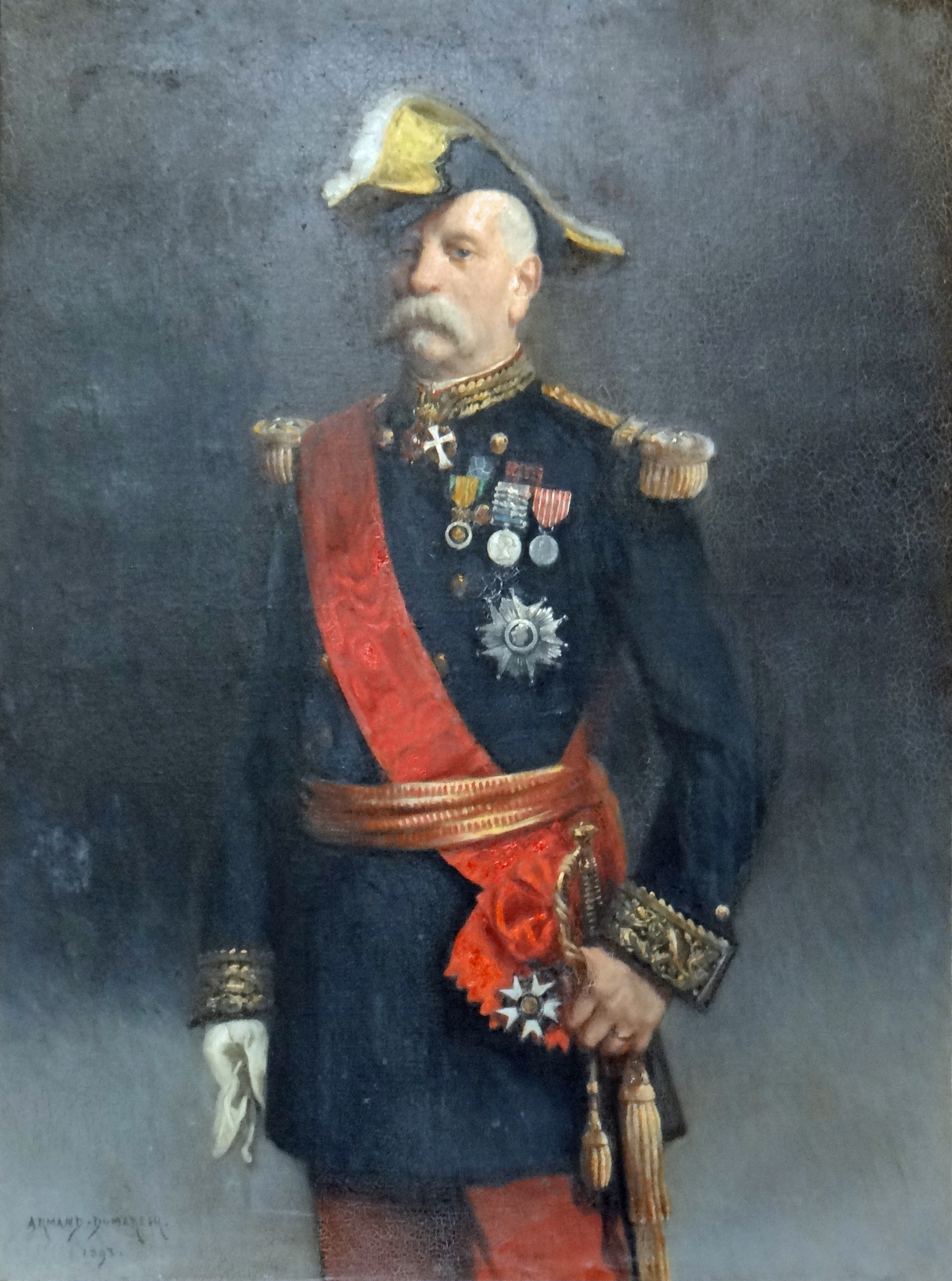
Porträt von Victor Février

Victor Louis François Février (* 23. Oktober 1823 in Grenoble, Département Isère; † 28. Dezember 1908 ebenda) war ein französischer General der Infanterie.

## Leben
Février war ein Sohn des Geschäftsmannes Charles Février und dessen Ehefrau Marie Bailly.
Nach Schulbesuch und einer kurzen Lehre bei seinem Vater trat Février 1841 in die Militärschule Saint-Cyr (Saint-Cyr-l’École, Département Yvelines) ein. Nach zwei Jahren konnte er die Schule im Rang eines sous-lieutenants verlassen. 1851 wurde Février zum Capitaine befördert und als solcher unterstützte er Napoleon III. bei dessen Staatsstreich am 2. Dezember. Zwischen 1852 und 1854 war Février in Algerien stationiert und befehligte ein Regiment Zuaven.
Von 1854 bis 1856 nahm Février am Krimkrieg teil. Anschließend folgten verschiedene Aufgaben in Frankreich, auf die weitere Beförderungen folgten. Am 14. April 1857 heiratete Février in Voiron (Département Isère) Ferdinande Allegret. Zwei Jahre später war er auch mit seiner Einheit am Sardinischen Krieg beteiligt, wo er verwundet wurde. Nach seiner Genesung wurde er mit seinen Zuaven nach Nizza abkommandiert, wo er den Winter über die Ehrengarde für Kaiserin Eugénie de Montijo befehligte.
1870/71 nahm Février am Deutsch-Französischen Krieg teil. Er kämpfte 1870 in den Schlachten bei Mars-la-Tour und Noisseville und nahm an den Belagerungen von Metz und Paris teil. Nach Kriegsende folgten weitere Beförderungen: général de brigade (1871) und général de division (1878).
1883 berief ihn General Jean Thibaudin in das Präsidium des Conseil supérieur de la guerre (CSG). Als im September 1889 Louis Faidherbe, der Großkanzler der Ehrenlegion starb, berief man Février noch im selben Jahr zu dessen Nachfolger und dieser hatte dieses Amt bis 1895 inne. Bereits im Jahr zuvor fungierte er bei der Präsidentschaftswahl als Kandidat der „Konservativen“. Er trat damit gegen Jean Casimir-Perier an und unterlag.
Danach gab Février viele seiner Ämter auf und zog sich langsam aus dem öffentlichen Leben zurück. Er kehrte in seine Heimatstadt zurück, wo er am 28. Dezember 1908 auch starb.

## Ehrungen
- 1856 Ritter der Ehrenlegion
- 1859 Medaille commémorative de la Campagne d’Italie
- 1871 Commandeur der Ehrenlegion
- 1887 Großkreuz der Ehrenlegion
- 1888 Militärmedaille (Frankreich)
- Britische Krim-Medaille (Vereinigtes Königreich)[1]
- Mecidiye-Orden, 5. Klasse (Osmanisches Reich)
- Großkreuz des Dannebrogordens (Dänemark)
- Ordre des Palmes Académiques
- Médaille coloniale (Frankreich)
- Sankt-Stanislaus-Orden, 2. Klasse (Russisches Kaiserreich)
- 1893 schuf der Maler Charles Édouard Armand-Dumaresq ein Porträt (Ölgemälde) von General Février
- Am 2. März 1911 wurde im Stadtpark von Grenoble eine Büste von General Février aufgestellt. Sie wurde 1942 auf Befehl des Vichy-Regimes entfernt, vermutlich eingeschmolzen.